# Fuentes de Magaña
Fuentes de Magaña és un municipi de la província de Sòria, a la comunitat autònoma de Castella i Lleó. Limita amb Valtajeros a l'oest, Valdeprado al nord, Cerbón a l'est i Magaña al sud.